# 이경재 (1800년)
이경재(李景在, 1800년 ~ 1873년)는 조선 후기의 문신이며, 흥선대원군의 측근이었다. 본관은 한산으로, 고종 때 영의정을 지냈다.
자는 계행(季行), 호는 송서(松西)·소은(紹隱)이다.

## 생애
순조 때 문과에 급제해서 겸설서, 응교, 대촉을 하고 성균관대사성을 거쳐 검교직각에 이어 이조참의가 되고, 이후 사간원대사간을 거쳐 이조참판, 홍문관부제학을 거쳐 경상도관찰사가 되고, 이후 사헌부대사헌을 하다 공조판서가 되고 이후 사헌부대사헌, 형조판서에 이어 대사헌을 거쳐 형조판서로 있다가 반송사로 중국에 다녀오고 이후 원임 직각에 이어 형조판서, 한성부판윤, 예조판서, 병조판서를 두루 하고, 평안도관찰사로 외직에 나갔다가 돌아와 병조판서, 한성부판윤, 판의금부사를 거쳐 의정부좌참찬, 호조판서를 하고 다시 판의금부사와 호조판서를 한 뒤 판의금부사, 형조판서를 거쳐 이후 규장각제학을 하다가 이후 우의정이 되고, 판돈녕부사로 물러났다가 이후 영의정이 되고, 이후 판돈녕부사로 물러난다. 영의정 시절 그는 흥선대원군과 야합하여 경복궁 중건에 앞장을 서기도 하였다. 시호는 문간(文簡)이다.

## 가족 관계
- 증조부 : 이태중(李台重)
  - 할아버지 : 이학영(李學永)
    - 아버지 : 직산현감 이희선(稷山縣監 李羲先, 1775~1818)
    - 어머니 : 정부인 반남 박씨(貞夫人 潘南 朴氏, 1774~1811) - 박홍수(朴泓壽)의 딸
      - 누나 : 한산부부인 한산 이씨 (漢城府夫人 韓山 李氏, 생몰년 미상)
      - 매형 : 영흥부원군 효간공 김조근 (永興府院君 孝簡公 金祖根, 1793~1844) 
        - 외질녀 : 효현왕후 김씨 (孝顯王后 金氏, 1828 ~ 1843) - 헌종의 정비

      - 형 : 공조참판 증 좌찬성 이창재(工曺參判 贈 左贊成 李昌在, 1797~1863)
      - 형수 : 정경부인 안동 김씨(貞敬夫人 安東 金氏, 1798~1871)
      - 본인 : 이경재(李敬在)